# 歌野層
歌野層（うたのそう、Utano Formation）は、日本のジュラ紀の豊浦層群に属する層単元の地層名である。1926年に小林貞一によりUtano Groupとして最初に命名されたが、1931年の論文の中でこれを歌野層と記している。本層は山口県下関市菊川町を中心として北側の豊田町、南側の阿内にまたがって分布し、田部盆地により北部地域と南部地域に隔てられる。

## 概要
歌野層は、下位の西中山層を整合に覆い、関門層群に不整合に、阿内層に整合に覆われ、長府花崗岩のほか、ひん岩岩脈、ひん岩（一部、閃緑岩）の岩株状岩体、石英斑岩岩脈に貫入される。主として海成の砂質泥岩、泥岩、シルト質砂岩、極細粒-中粒砂岩からなり、南部地域ではさらに本層の基底に中礫礫岩、上部に酸性凝灰岩が報告されている。層厚は北部で120～650ｍ，南部で150～480ｍである。
歌野層は、北部地域では4つの部層に区分され、下位より江良川砂質泥岩部層、安田谷砂岩泥岩部層、戸谷砂質泥岩部層、上岡枝砂岩泥岩部層となり、各部層の岩相は1947年の松本・小野による記載や1971年の平野によるUp、Ub、Uh、Ut部層の記載にほぼ基づいている。南部地域では中礫礫岩と凝灰質の泥岩 - 中粒砂岩からなる基底部と砂岩を挟む泥岩層や泥岩優勢砂岩泥岩互層からなる主部から構成され、岩相の側方変化が著しく部層の創設はなされていない。
北部地域では、1947年の松本・小野による報告では5部層に区分され、最下部をUp部層（Posidonia-Zone）、下部をUb部層（Belemnite-Zone）およびUh部層（部層名はHammatoceras cf. kitakamienseに由来するが、本種はPlanammatoceras属に改定された）、上部をUa（Alternation Member: 頁岩砂岩互層）およびUt部層とし、岩相のみでなく最下部は化石帯で区分されていたが、現在は岩相による区分が可能となっている。Ut部層にはUa部層の岩相が含まれる。
地質年代は、中期トアルシアン期末 - バトニアン期末に対比される。歌野層と阿内層の最下部との同時異相は、構造性堆積盆地の3次元的復元と地質調査により存在しないと解釈されている。
南部地域では、林道中尾線沿いの地域に露出する歌野層の中部層準において、歌野層と豊西層群清末層との不整合面が道路法面写真に図示されるとともに、この地点（Loc. 99）が清末層中尾シルト岩部層の模式層（Stratotype）の基底を画するものとして記載・定義され、中尾シルト岩部層が新称として提唱されたが、これは誤りであるとされている。実際に、Loc. 99では植林高木を背後にひかえた法面頂部を段丘礫層がほぼ水平に覆っており、これより下方の風化の著しい歌野層の泥岩中において掘削当時の法面の小段より上位に植生を除き同様の構造が描かれているものの、この位置に基底礫岩、不整合面および岩相の相違は存在せず、歌野層はLoc. 99よりも層序的上位にも厚く分布し、Phycosiphon cf. incertumを含む生物擾乱泥岩の他、最上部に海生動物化石が産出しており、歌野層の上位に重なる層序単元は新たに阿内層として定義されている。

## 堆積環境
豊浦層群はその東縁を長門構造帯で画され、比較的静穏な内海で堆積した地層と考えられている。
北部地域の歌野層のUp部層からUt部層に至る岩相は、下位の西中山層から続く堆積盆底～海底扇状地の堆積環境を示し、北北西からの古流向が記載され、タービダイト・ローブにおける上方粗粒化・厚層化サクセッションを示す岩相層序によって特徴づけられるとされている。　
南部地域の歌野層では、北部地域より水深の深い環境が推定され、基底部の土石流起源礫岩にはじまり、歌野層主部において バウマ・シークエンスを示し暴浪時波浪限界以深で堆積したとされるタービダイト砂岩層の上方厚層化サクセッションのほか、砂質土石流から堆積した火砕流堆積物や軟堆積物褶曲が記載され、ファンデルタ外縁のプロデルタ-スロープの環境が推定されている。

## 化石
生痕化石フィコシフォン形成者による生物擾乱が諸層準に認められている。江良川砂質泥岩部層（Up部層）を特徴づけるポシドニア科二枚貝のBositra cf. ornatiのほか、Grammoceras aff. obesum、Phymatoceras toyoranum、Pseudolioceras sp.といった後期トアルシアン期を示すアンモナイトを産し、ヨーロッパ標準化石帯のVariabilis帯（中期トアルシアン期末）およびThouarsense帯（後期トアルシアン期初期）とほぼ対比されるが、Up部層より上位の示準化石は乏しくヨーロッパ標準化石帯との対比は困難とされている。安田谷砂岩泥岩部層（Ub部層）はPhymatoceras sp.の産出により後期トアルシアン期とされている。戸谷砂質泥岩部層（Uh部層）からイノセラムス科二枚貝Mytiloides aff. fuscusやAalenian期の示準化石Planmmatoceras kitakamienseと比較されるアンモナイトが産出し、後期トアルシアン期末 - 前期バッジョシアン期とみなされている。上岡枝砂岩泥岩部層（Ut部層）は、東シベリアの後期バッジョシアン期 - 前期カロビアン期前半の期間に産するイノセラムス科二枚貝のRetroceramus retrosusやR. kystatymensisに近似するRetroceramus utanoensisを散発的に産し、後期バッジョシアン期 - バトニアン期と考えられている。
かつて南部地域の本層からの産出として多くの植物化石が報告されているが、1987年に木村・大花によって報告された歌野層および西中山層の植物群（33属70種）は、阿内層の分布域にそれらの植物化石産地が位置し、植物群の年代はカロビアン期中頃 - 前期キンメリッジアン期とされている。